# عبدالله بن محمد
عبدالله بن محمد (به عربی: عبد الله بن محمد) دومین پسر و کوچک‌ترین فرزند محمد بن عبدالله، پیامبر اسلام، از خدیجه بود.
دربارهٔ نام او ابهاماتی مطرح بود چرا که طاهر و طیب نیز نامیده می‌شد. برخی از نویسندگان، طاهر و طیب را سوای عبدالله دانسته‌اند اما تحقیقات اخیر از یکسان بودن این سه نام پرده برداشته است.

## درگذشت
عبدالله در خردسالی درگذشت. درگذشتش بر محمد بسیار سخت آمد که آن زمان تحت فشار سنگین دشمنانش قرار گرفته بود. درگذشت عبدالله فرصتی دیگر به دشمنان محمد داد تا به تحقیرش بپردازند. از آن سو، درگذشت عبدالله مایهٔ مسرت دشمنان محمد شده بود چرا که نسل او را ابتر می‌پنداشتند.
عبدالله که درگذشت، ابولهب، عموی محمد و از مخالفان سرسختش، سرمست از شادی محمد را ابتر خواند. در این هنگام بود که سورهٔ کوثر نازل شد و محمد را به اعطای کوثر (خیر و برکت فراوان) و بریده‌نسلی دشمنانش بشارت داد.